# Пістолет типу AR-15

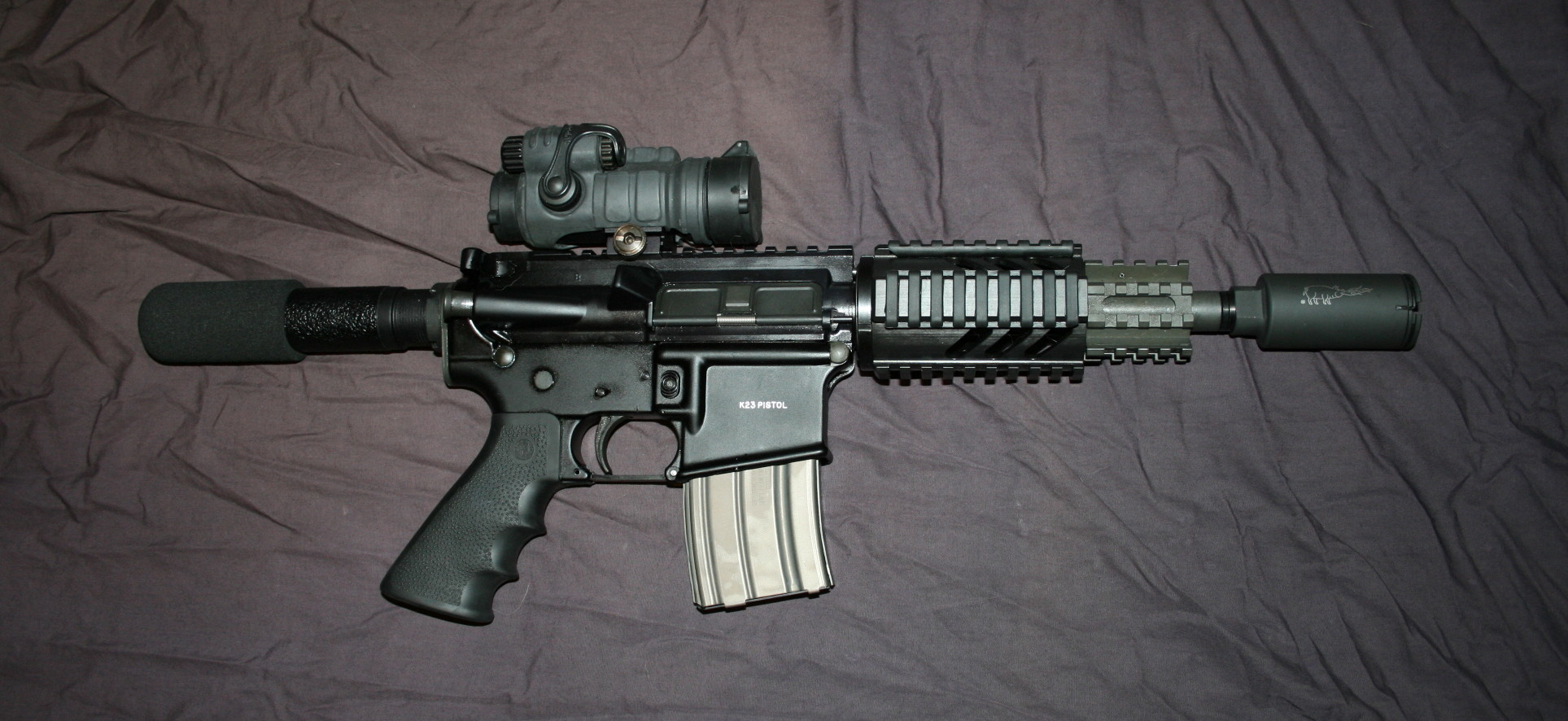
Цей пістолет типу AR-15 має короткий ствол і буферну трубку замість прикладу.

Пістолет типу AR-15 — це короткоствольна зброя, зібрана з використання ствольної коробки типу  AR-15 з відповідними деталями для створення пістолета, який можна тримати та стріляти однією рукою.

## Історія
В 1964 році компанія Colt's Manufacturing Company почала продавати самозарядну гвинтівку Colt AR-15. Ці гвинтівки були зібрані зі взаємозамінних частин, які були розроблені з урахуванням легкої заміни деталей без навичок зброяра та інструментів, які потрібні для більшості зброї. Інші виробники випускали схожі частини з функціями, які відсутні у серійних гвинтівках. Деякі частини можна використати для створення зброї з загальною довжиною або з довжиною ствола коротшою, ніж визначені законом параметри гвинтівки. Така мала зброя може бути позначена як пістолет відносно до місцевих законів.

## Переваги
- Пістолетами можуть користуватися люди з обмеженими можливостями без застосування обох рук[4].
- Компактність та менша вага пістолета у порівнянні з гвинтівками[5][6].
- Пістолетами легше користуватися в обмеженому просторі[3].

## Недоліки
- Ствольна коробка типу AR-15 більша і важча, ніж більшість пістолетних затворів[3].
- Більшість набоїв для AR-15 мають меншу швидкість[6], при цьому дуловий спалах та дуловий вибух потужніші за пістолетні[7].
- Низька точність стрільби з пістолета у порівнянні з гвинтівкою та зброєю, яку можна надійніше тримати у руках[6][5].

## Публічність
Пістолети типу AR-15 можна побачити в таких фільмах: Пряма та очевидна загроза, Погані хлопці та Спаун.